# Semigrupo vazio
Em matemática, um semigrupo sem elementos (o semigrupo vazio) é um semigrupo em que o conjunto subjacente é o conjunto vazio. Muitos autores não admitem a existência de tal semigrupo. Para eles um semigrupo é, por definição, um conjunto não-vazio juntamente com uma operação binária associativa. No entanto, nem todos os autores insistem sobre o conjunto subjacente de um semigrupo ser não vazio. Logicamente, pode-se definir um semigrupo em que o conjunto subjacente S é vazio. A operação binária no semigrupo é a função vazia de S × S em S. Esta operação satisfaz por vacuidade os axiomas de fechamento e de associatividade de um semigrupo. Não excluir o semigrupo vazio simplifica certos resultados sobre semigrupos. Por exemplo, o resultado segundo o qual a interseção de dois subsemigrupos de um semigrupo T é um subsemigrupo de T torna-se válido mesmo no caso em que a intersecção é vazia.
Quando um semigrupo é definido como tendo estrutura adicional, o problema pode não surgir. Por exemplo, a definição de um monoide requer a existência de um elemento de identidade, o que exclui a possibilidade de o semigrupo vazio ser um monoide.
Na teoria de categorias, o semigrupo vazio sempre é permitido. Ele é o único objeto inicial da categoria de semigrupos.
Um semigrupo com nenhum elemento é um semigrupo inverso, uma vez que a condição necessária é satisfeita por vacuidade.